# Femmes de légende
Femmes de Légende és una obra per piano de la compositora Mel Bonis escrita entre el 1909 i el 1922. L'obra, dedicada a Paul Locard, fou publicada per Éditions Leduc. L'any 2004, sota aquest títol, Femmes de légende, l'editorial Edicions Furore va reunir set peces per piano compostes al llarg d'uns quinze anys.

## Descripció
El cicle fou recollit de forma pòstuma per la seva besneta Christine Géliot en una suite titulada «Femmes de légénde 1909-1922», que també inclou Phoebé, Mélisande, Ophélie, Viviane, Salomé, Écho, Desdèmona, Cléopatra i Omphale.
Phœbé, Viviane i Salomé havien estat publicats el 1909 per Leduc, que també va treure Desdémona el 1913, i després Mélisande el 1925 (l'obra podria haver estat composta el 1898). Omphale, en canvi, va entrar al catàleg de Simrock l'any 1910, després d'haver estat seleccionat per al concurs organitzat per la revista berlinesa Signale für die musikalische Welt. Ophélie, composta el 1909, va romandre inèdita durant tota la vida de la compositora, i va ser publicada per primera vegada per Armiane el 1998.
Tot i que Mel Bonis mai va pensar en aquestes peces com un cicle, els temes que va triar eren ideals com a col·lecció. Aquest conjunt d'obres descriuen set figures femenines de la mitologia o la literatura amb destí llegendari, inspiradores de la compositora. Mostren figures arquetípiques de les diferents dones i permeten una reflexió sobre quin lloc ocupen i quin destí els espera.
Probablement es va projectar sobre aquestes figures femenines extretes de llegendes o obres dramàtiques. Els representa amb una poesia personal: Phœbé i Mélisande somien nocturnament, Desdémona aboca la seva melanconia en motius silenciosos, i Ophélie sembla surar sobre les aigües que estan a punt d'ofegar-la. En contrast amb aquestes dones evanescents, que sovint són víctimes de les aberracions dels homes, les altres tenen un caràcter encantador: Viviane balla amb alegria i vivacitat, mentre que la sensual i misteriosa Salomé sembla més impulsiva (fent referència a l'heroïna de l'òpera de Strauss, que s'havia representat a París el 1907) i Omphale utilitza totes les estratègies de la seducció, des de l'engany fins a l'excitació apassionada.

## Orquestració
Les obres Salomé, Ophélie i Cléopâtre tenen una versió orquestral escrita per Bonis.
Tot i que els manuscrits de les tres peces que ara formen el cicle simfònic Femmes de légende —publicats per primera vegada el 2018— no tenen data, van ser escrits després de les lliçons d'orquestració moderna que va rebre Mel Bonis a principis de segle xx. L'estil orientalitzant, la mida de l'orquestra i l'ambició simbolista dels temes són clars. Les versions per a piano de Salomé (per a piano sol) i Le Rêve de Cléopâtre (El somni de Cleopatra) (per a duet de piano) daten de 1909. Una explicació de la manca de circulació d'aquestes partitures pot estar relacionada amb el la mala experiència de Mel Bonis als Concerts Colonne de 1910: profundament decebuda per la recepció de la seva Fantasia per a piano, podria haver pensat en deixar de compondre. Tot i que no ho va fer, va deixar de promocionar les seves obres simfòniques i d'orquestrar les seves set peces dedicades a grans figures femenines (Omphale només es conserva com a esborrany).